# بطولة تونس للكرة الطائرة للرجال 2011-2012
بطولة تونس للكرة الطائرة للرجال 2011-2012 هو الموسم رقم 57 من بطولة تونس للكرة الطائرة للرجال.

فاز بهذا الموسم النجم الرياضي الساحلي.

## روابط خارجية
- الموقع الرسمي للجامعة التونسية للكرة الطائرة.